# Bertotovce
Bertotovce (allemand : Bertholdsdorf ,hongrois : Bertót) est un village de Slovaquie situé dans la région de Prešov.

## Histoire
Première mention écrite du village en 1320.

## Démographie

### Évolution de la population
| Année:               | 1994. | 2004.    | 2014.   | 2024.   |
| -------------------- | ----- | -------- | ------- | ------- |
| Nombre de personnes: | 443   | 492      | 487     | 520     |
| Différence:          |       | +11,06 % | -1,01 % | +6,77 % |

| Année:               | 2023. | 2024.   |
| -------------------- | ----- | ------- |
| Nombre de personnes: | 523   | 520     |
| Différence:          |       | -0,57 % |